# Девід Бодая
Девід Бодая  (англ. David Boudia, МФА: [boʊˈdaɪə], 24 квітня 1989) — американський стрибун у воду, олімпійський чемпіон.

## Виступи на Олімпіадах
| Олімпіада   | Дисципліна                | Місце |
| ----------- | ------------------------- | ----- |
| Пекін 2008  | вишка                     | 10    |
| Пекін 2008  | синхронні стрибки з вишки | 5     |
| Лондон 2012 | вишка                     | 1     |
| Лондон 2012 | синхронні стрибки з вишки | 3     |
| Ріо 2016    | вишка                     | 3     |
| Ріо 2016    | синхронні стрибки з вишки | 2     |